# Chelus fimbriata
La tortuga matamata, mata-matá o caripatúa  (Chelus fimbriata) es una tortuga de la familia Chelidae originaria de Sudamérica.  Es la única especie viviente del género Chelus.

## Descripción
La matamata es  la  especie de  mayor  tamaño  de  la  familia  Chelidae. Es inconfundible por su cabeza grande, triangular, aplanada y alargada. Tiene un caparazón marrón o negruzco de 45 cm de largo. El plastrón es estrecho, angosto, recortado adelante y marcadamente echado hacia atrás y en el macho es cóncavo.
Tiene numerosas protuberancias en la piel. Tiene dos bigotes y dos filamentos adicionales en el mentón. El hocico es alargado y tubiforme. La mandíbula superior no es ni curva ni recortada. El cuello es aplanado y bastante largo, más que la columna vertebral dentro del caparazón, y tienen a ambos lados salientes que le dan aspecto de sierra. Cabeza, cuello, patas y cola son de color marrón grisáceo en los adultos. Cada pata delantera tiene cinco garras con membranas natatorias. Las colas de los machos son más gruesas y largas.

## Hábitat
Prefiere ríos lentos, lagunas calmadas, ciénagas y pantanos. Vive en bosques tropicales, al oriente de Bolivia, Ecuador y Colombia (en la región de la Orinoquia); sur de Venezuela y Guayanas (Surinam, Guyana, Guayana Francesa); todo el oriente y este del Perú; al norte y centro de Brasil y en la isla de Trinidad.

## Comportamiento

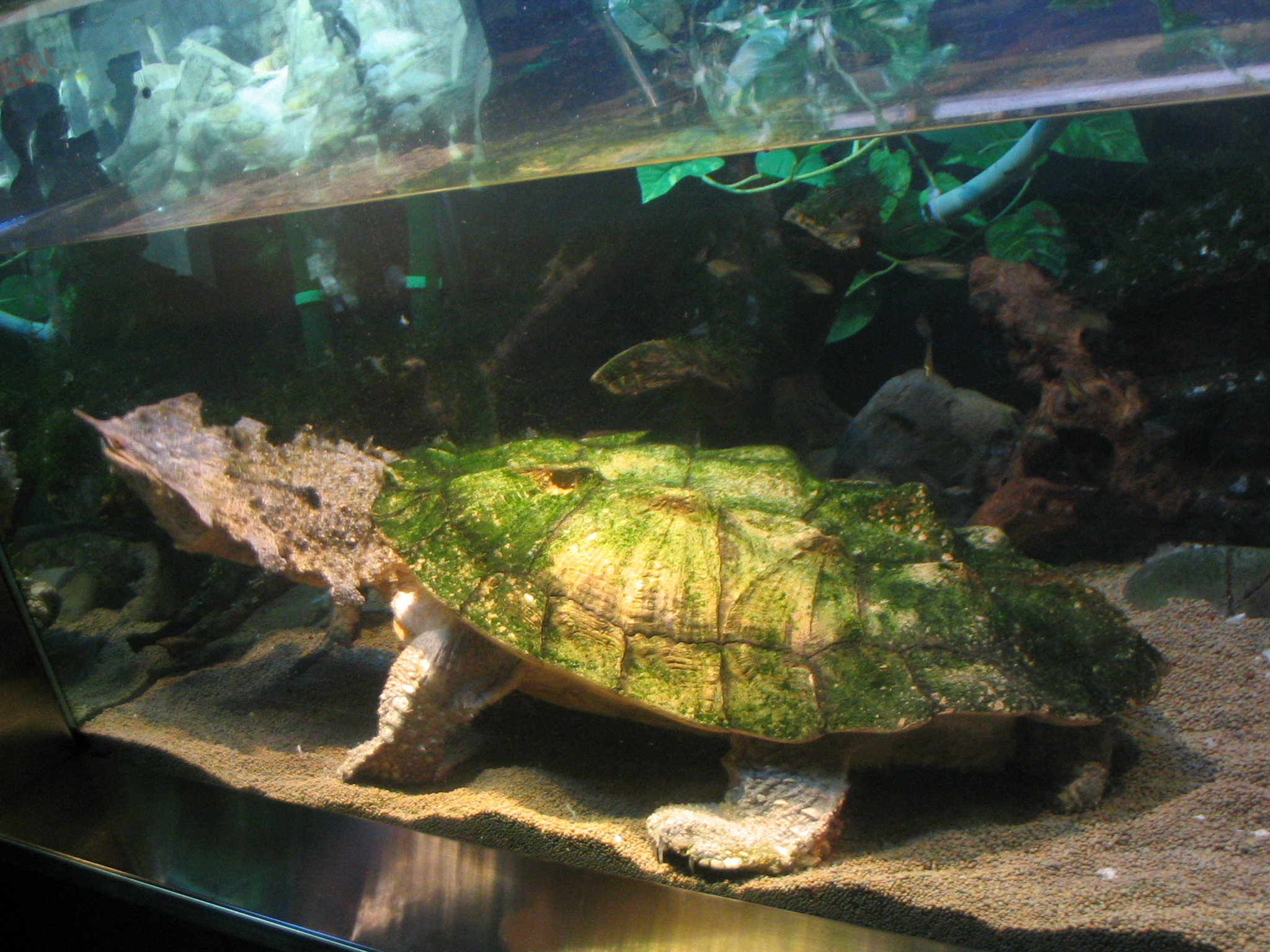
Matamata al acecho.

Prefiere aguas poco profundas en las cuales le sea fácil llegar a la superficie para respirar. Sin embargo, puede mantener la respiración por mucho tiempo,quedándose inmóvil en el fondo. Frecuentemente se arrastra por el fondo en vez de nadar y probablemente no se expone a la luz del sol. Carnívora, se alimenta de invertebrados acuáticos y peces.
Es una predadora que acecha y espera a su presa, permanece sumergida e inmóvil, con los raros salientes de su piel ayudándola a camuflarse entre la vegetación circundante. La tortuga abre su enorme boca al máximo, causando una corriente que le permite atrapar la presa. La matamata cierra de golpe su boca y mientras que el agua es expelida lentamente, engulle al pez entero. La presa requiere entonces ser de un tamaño adecuado para la matamata, ya que no puede masticar bien, debido a la forma de su boca.Por su fuerte olor, los pobladores no la persiguen.

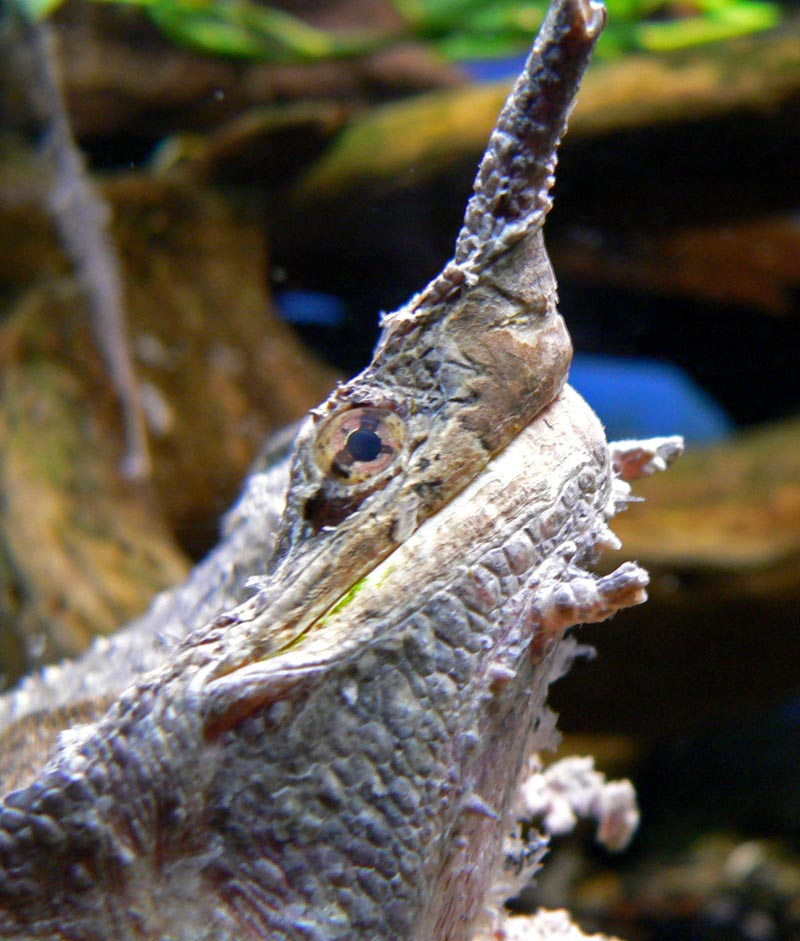
Vista lateral de la cabeza de la matamata.

### Reproducción
Durante el cortejo, los machos se muestran a las hembras extendiendo sus miembros, balanceando la cabeza hacia ellas con la boca semiabierta, y batiendo las salientes laterales de la cabeza. En un nido, la hembra pone entre 12 y 28 huevos de 35 mm de diámetro, frágiles y esféricos. Los recién nacidos tienen coloraciones rosadas o rojas en la cara y el caparazón.

### Alimentación
Especie carnívora, se alimenta de invertebrados y peces.

### Tráfico
Esta  especie  está  categorizada  a  nivel  global  como  Preocupación  Menor  (LC). Su  consumo  es  de subsistencia  y  ocasional  por  algunas  comunidades indígenas, además de ser objeto de usos medicinales. Al  ser  una  especie  que  no  tiene  categoría  de amenaza a nivel global, el comercio internacional no  está  regulado  por  la  Convención  sobre  el Comercio Internacional de Especies Amenazadas de  Fauna  y  Flora  Silvestres-Cites,  sino  por  la normativa  de  cada  país.  El  comercio  y  tráfico de esta especie se sustenta en que es una de las tortugas  más  apetecidas  a  nivel  internacional, como  se  observa  en  las  ofertas  de  las  redes virtuales y páginas web.
La  comercialización  global  de  tortugas  como mascotas  está  soportada  por  criaderos  y programas  de  rancheo  en  muchos  países.  Sin embargo,  el  tráfico  también  se  ha  consolidado como  una  actividad  lucrativa,  especialmente en países del Neotrópico.